# Mesapamea lamda
Mesapamea lamda là một loài bướm đêm trong họ Noctuidae.